# Hermann Friedrich Graebe
Herman Friedrich Graebe, o Gräbe (Solingen, 19 giugno 1900 – San Francisco, 17 aprile 1986), è stato un manager e ingegnere tedesco, responsabile di un'impresa edile tedesca in Ucraina, fu testimone delle esecuzioni di massa degli ebrei di Dubno il 5 ottobre 1942 e nel ghetto di Rovno il 13 luglio 1942. Dopo la guerra scrisse una famosa e raccapricciante testimonianza.

## Biografia

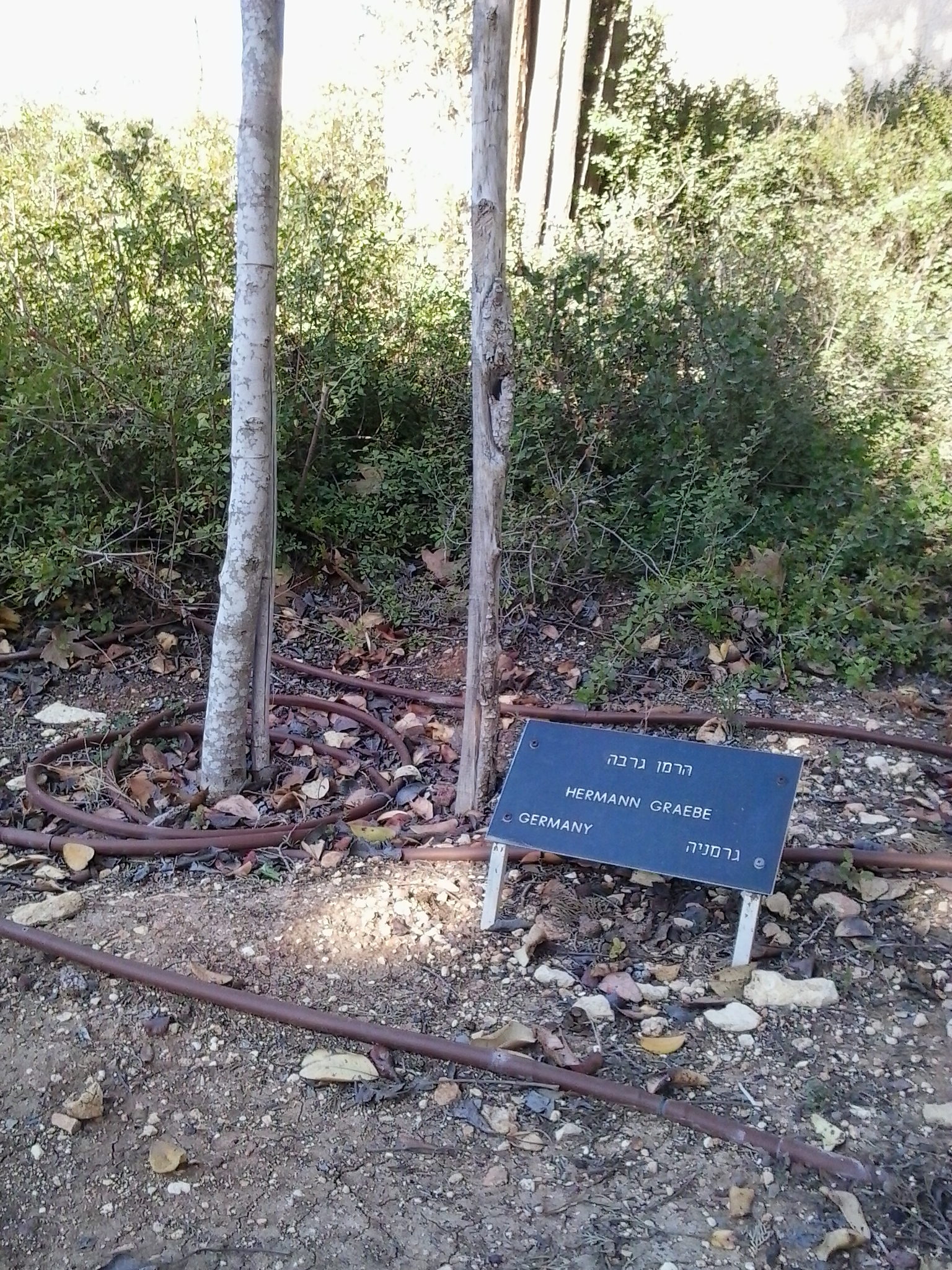
L'albero di Hermann Grabe a Yad Vashem

Hermann Gräbe lavorò dal 1941 come responsabile di un'impresa edile a Solingen, nell'Ucraina occupata dai tedeschi. Svolse delle cosiddette "missioni di guerra" in Volinia e diresse i lavori di manutenzione e costruzione delle ferrovie per la Deutsche Reichsbahn. Fu presente a Rovno e a Dubno dove poté assistere al massacro della popolazione ebraica.
Convinto antinazista, riuscì ad ottenere dei documenti falsi per migliaia di ebrei e ad impiegarli ufficialmente come operai nei suoi cantieri. 
Nel caos degli ultimi mesi di guerra, riuscì a portare in Occidente i suoi appunti sulle operazioni di omicidio: questi scritti permisero agli americani di scoprire le fosse comuni in Ucraina e di identificare i responsabili degli eccidi. Gräbe fu testimone a Norimberga nel 1946 durante i processi ai criminali di guerra. Le sue dettagliate dichiarazioni furono fondamentali per la condanna di molti funzionari. 

### La testimonianza
Graebe fornì la seguente testimonianza oculare:

## Il dopoguerra
Per lui e la sua famiglia le conseguenze furono amare. Nel 1948, in seguito alle minacce di morte ricevute, Gräbe, con la moglie e il figlio, emigrò in California. Nel 1953 ricevette la cittadinanza americana.
Nel 1965, Gräbe fu premiato da Yad Vashem come "Giusto tra le nazioni", mentre nel frattempo in Germania fu oggetto di violente calunnie. Georg Marschall, uno dei criminali nazisti condannati a Norimberga per le dichiarazioni di Gräbe, ottenne nel 1966 la revisione della sua causa. Il suo avvocato mise in dubbio la credibilità di Gräbe in qualità di testimone e lo accusò di falsa testimonianza. Sebbene la corte lo seguì solo in parte su questa tesi, la strategia diede i suoi frutti: Marschall fu condannato a soli cinque anni di carcere per aver partecipato all'omicidio di un ebreo per impiccagione. Gräbe, al contrario, per aver testimoniato al processo di Auschwitz, non poté più rientrare in territorio tedesco poiché fu minacciato di arresto. Nel 1966 il Der Spiegel raccolse queste false accuse e redasse l'immagine che la Germania aveva di Gräbe. La sua riabilitazione non arrivò fino al 1990, Gräbe non poté vederla, morì il 17 aprile 1986 a San Francisco.
Wolfgang Thierse scrive:«Il destino di Gräbe lo ha dimostrato ancora una volta: per quanto tempo la società tedesca del dopoguerra si è rifiutata di assumersi le proprie responsabilità?» Da allora un centro giovanile porta il suo nome a Solingen, dopo una decisione del consiglio comunale presa in occasione del centesimo anniversario della nascita di Gräbe, e sulla sua casa natale è apposta anche una targa commemorativa.

### Approfondimenti
- Douglas K. Huneke, The Moses of Rovno, 1990  [1985], ISBN 0-89141-457-6.
- Douglas K. Huneke, In Deutschland unerwünscht: Hermann Gräbe: Biographie eines Judenretters, 2016, ISBN 978-3-86674-532-2.
- Alexander Kruglov, Równe, in Martin Dean (a cura di), The United States Holocaust Memorial Museum Encyclopedia of Camps and Ghettos, 1933–1945. Vol. 2, Ghettos in German-Occupied Eastern Europe: Part B, Bloomington, Indiana University Press, 2012,  pp. 1459-1461, ISBN 978-0-253-00227-3.